# Мадонна Брюгге
«Мадонна Брюгге» — мраморная скульптурная группа Мадонны с младенцем Христом, высотой 128 см, выполненная Микеланджело Буонарроти в 1498—1501 годах, вскоре после завершения работы над ватиканской «Пьетой». Это единственная скульптура работы Микеланджело, которая ещё при его жизни была вывезена из Италии, чтобы украсить церковь Нотр-Дам в городе Брюгге.
Скульптура, вероятно, изначально предназначавшаяся для церковного алтаря, по многим параметрам отступает от церковных канонов. Мадонна не прижимает к себе Сына и даже не смотрит на него, Её взгляд устремлён в сторону, как если бы Ей открылась предначертанная Ему судьба. Христос, кажется, уже готов оставить мать и вступить в мир людей.
Скульптура дважды покидала Брюгге — по воле оккупантов в годы Революционной и Второй мировой войн. Так, в 1944 году отступавшие из города фашисты вывезли «Мадонну» под матрацами в грузовике «Красного креста».
После нападения фанатика на ватиканскую «Пьету» в 1972 году власти Брюгге в превентивных целях заключили выдающееся произведение под пуленепробиваемое стекло.